# 底特律天文台
底特律天文台（英語：Detroit Observatory）坐落在美国密歇根州安阿堡城（Ann Arbor）的华盛顿高地（Washington Heights）上。这座建于1854年的天文台是密歇根大学校园内最古老的科研设施，也是美国全国范围内最古老的19世纪圆顶天文台。1958年，它被列为密歇根州的州级历史遗迹。1973年被列为国家级历史保护地。
这座天文台是密歇根大学的首任官方校长Henry Philip Tappan的建议下修建的。它的设计师是Tappan以前的学生、后在纽约大学当天文学和土木工程教授的Richard Harrison Bull，而承包施工的是来自纽约的George Bird。

## 驻台学者
天文台建成以后，Tappan立刻从柏林天文台请来了著名的德国天文学家弗朗茨·布吕诺（Franz Brünnow）来担任台长。弗朗茨·布吕诺来到密歇根以后，在十年时间里，让现代天文学在美国起步，并且培养出了阿萨夫·霍尔（火星的卫星的发现者）、詹姆斯·沃森（小行星学家）以及克利夫兰·艾贝（气象学家、规范了世界时区）等优秀学生。布吕诺回到欧洲后，詹姆斯·沃森接替了他的位置。沃森在任的十多年间，于底特律天文台发现了20多颗小行星。沃森也在底特律天文台培养了一些优秀的天文学家，包括加拿大的首位天文学家奥托·克洛茨、大地测量学家罗伯特·伍德沃德、美国天文学家协会副会长乔治·康斯科特、美国国家地理创始人之一的马克斯·巴克、发明日蚀照相机的约翰·沙贝勒等。
后来又有诸多著名天文学家在底特律天文台担任过台长，包括发现了近距双星系统的威廉·哈希、彻底改变了学界对宇宙尺度和螺旋星云的看法的希伯·柯蒂斯、國際天文聯會会长里奥·戈德伯格、以及发现了星级偏振的阿尔伯特·西纳尔等。

## 附属天文台群
1927年以前，底特律天文台是密歇根大学唯一的天文台。1920年代，因为技术的革新，底特律天文台的望远镜口径已经落后于其它的一些天文台。在1927年，密歇根大学在校园里新建了安吉尔天文台（Angell Observatory）。1928年，为了更好地观测南半球星空，密歇根大学在南非的布隆方丹建立了拉蒙·哈希天文台（Lamont–Hussey Observatory）。1930年，密歇根大学在学校以北的安吉拉斯湖岸边新建了专门用于研究太阳活动的麦克马·哈尔伯特天文台（McMath-Hulbert Solar Observatory）。1948年，密歇根大学在校园西北的迪克斯特设立了拥有新型射电望远镜的波泰奇湖天文台（Portage Lake Observatory）。1955年，在美国海军的资助下，密歇根大学又在离校园20千米的地方修建了一座桃山天文台（Peach Mountain Observatory），专注于观测河外星系移动的通量变化。1962年，密歇根大学在NASA的支持下，把波泰奇湖天文台迁到了智利，和NASA一起建立了托洛洛山美洲际天文台（Cerro Tololo Inter-American Observatory）。随着天文台群的出现，底特律天文台的作用越来越小。1964年，密歇根大学的天文系撤出底特律天文台。1970年天文台几乎被规划拆除，但因为它是美国历史上的第一座天文台而被保留。终于，它在1982年彻底退役。在2005年，底特律天文台成为了密歇根大学本特利历史博物馆的一部分。